# (3831) Pettengill
(3831) Pettengill ist ein Asteroid, der am 7. Oktober 1986 von dem US-amerikanischen Astronomen Edward L. G. Bowell entdeckt wurde.
Er ist nach Gordon Pettengill benannt.